# 山布
山布（Shambu）是埃塞俄比亞西部奧羅米亞州東沃萊加地區的小鎮，座標9°34′N 37°6′E / 9.567°N 37.100°E，海拔2,503米。根據埃塞俄比亞中央統計局2005年人口普查的資料，山布人口約20,253，其中男性10,073人，女性10,180人。